# إسكندر حياة خان
خان بهادور إسكندر حياة خان (5 يونيو 1892 - 25/26 ديسمبر 1942) رجل دولة بنجابي. شغل منصب رئيس وزراء البنجاب، ومناصب أخرى.
في عام 1921 تم انتخب السير إسكندر في المجلس التشريعي للبنجاب وبدأ دوره السياسي الفعال، حيث أصبح أحد القادة الرئيسيين للحزب الاتحادي البنجاب. أصبح قائدًا فارسًا في الإمبراطورية البريطانية في قائمة الشرف لعام 1933. وتولى قيادة الحزب الاتحادي بعد السير فضل حسين، قاد خان حزبه للفوز في انتخابات عام 1937، التي أجريت بموجب قانون حكومة الهند لعام 1935، ثم حكم البنجاب كرئيس للوزراء في ائتلاف مع المؤتمر الوطني الهندي.
توفي خان في ليلة 26 ديسمبر 1942 بسبب قصور مفاجئ في القلب في منزله، ودفن على طريق مسجد بادشاهي في لاهور.